# Павлик, Юрий Александрович
Ю́рий Алекса́ндрович Па́влик (укр. Юрій Олександрович Павлик; 15 февраля 1994, Кременчуг, Украина) — украинский футболист, полузащитник.

## Биография
Павлик является воспитанником клубной системы «Кремень» (Кременчуг).
Первый профессиональный контракт подписал с полтавской «Ворсклой» в июле 2012 года, став выступать за дублирующий состав. 24 апреля 2014 года, Юрий дебютировал в высшем дивизионе, приняв участие в гостевом поединке полтавчан против мариупольского «Ильичевца», заменив в конце поединка одноклубника Адиса Яховича. Эта игра осталась для него единственной в основном составе «Ворсклы».
В начале 2015 года подписал контракт с «Кремнём» и провёл полсезона во второй лиге, затем ещё полгода не играл на профессиональном уровне. Весной 2016 года выступал в первой лиге за «Горняк» (Кривой Рог). Следующие два сезона провёл в составе клуба «Горняк-Спорт» (Горишние Плавни) в первой лиге, сыграл более 60 матчей за клуб. В 2018 году вернулся в «Кремень», с которым в сезоне 2018/19 стал победителем зонального турнира второй лиги и вышел в первую.
В начале 2020 года перешёл в клуб чемпионата Литвы «Банга».